# Internationale Filmfestspiele von Cannes 1956
Die 9. Internationalen Filmfestspiele von Cannes 1956 fanden vom 23. April bis zum 10. Mai 1956 statt.

## Wettbewerb
| Filmtitel                      | Regisseur                                | Produktionsland        | Darsteller (Auswahl)                            |
| Afacerea Protar                | Haralambie Boros                         | Rumänien               |                                                 |
| Blutige Arena                  | Ladislao Vajda                           | Spanien                |                                                 |
| Das Dach                       | Vittorio De Sica                         | Italien, Frankreich    |                                                 |
| Dalibor                        | Václav Krška                             | Tschechoslowakei       |                                                 |
| Hanka                          | Slavko Vorkapich                         | Jugoslawien            |                                                 |
| Karussell                      | Zoltán Fábri                             | Ungarn                 |                                                 |
| Das Lächeln einer Sommernacht  | Ingmar Bergman                           | Schweden               | Ulla Jacobsson, Eva Dahlbeck, Harriet Andersson |
| Ein Leben in Angst             | Akira Kurosawa                           | Japan                  | Toshirō Mifune                                  |
| Der Liebesroman einer Königin  | Jean Delannoy                            | Frankreich, Italien    | Michèle Morgan, Richard Todd                    |
| Maboroshi no uma               | Koji Shima                               | Japan                  |                                                 |
| Das Mädchen in Schwarz         | Michael Cacoyannis                       | Griechenland           |                                                 |
| Der Mann, der zuviel wußte     | Alfred Hitchcock                         | USA                    | James Stewart, Doris Day                        |
| Der Mann im grauen Flanell     | Nunnally Johnson                         | USA                    | Gregory Peck, Jennifer Jones, Fredric March     |
| Meeuwen sterven in de haven    | Rik Kuypers, Ivo Michiels                | Belgien                |                                                 |
| Reich mir die Hand, mein Leben | Karl Hartl                               | Österreich             | Oskar Werner, Johanna Matz, Nadja Tiller        |
| Die Mutter                     | Mark Donskoi                             | Sowjetunion            |                                                 |
| Othello                        | Sergei Jutkewitsch                       | Sowjetunion            | Sergei Bondartschuk                             |
| Pather Panchali                | Satyajit Ray                             | Indien                 |                                                 |
| Picasso                        | Henri-Georges Clouzot                    | Frankreich             | Dokumentarfilm mit Pablo Picasso                |
| Die Rebellenbraut              | Roberto Gavaldón                         | Mexiko                 | María Félix                                     |
| Das rote Signal                | Pietro Germi                             | Italien                | Pietro Germi                                    |
| Der Schatten                   | Jerzy Kawalerowicz                       | Polen                  |                                                 |
| Schmutziger Lorbeer            | Mark Robson                              | USA                    | Humphrey Bogart, Rod Steiger, Jan Sterling      |
| Die schweigende Welt*          | Louis Malle, Jacques-Yves Cousteau       | Frankreich             | Dokumentarfilm                                  |
| Seido no Kirisuto              | Minoru Shibuya                           | Japan                  |                                                 |
| Shabab emraa                   | Salah Abouseif                           | Ägypten                |                                                 |
| Shevgyachya Shenga             | Shantaram Athavale                       | Indien                 | Balakram, Master Chhotu, Sumati Gupte           |
| Sieben Jahre in Tibet          | Hans Nieter                              | Großbritannien         | Dokumentarfilm mit Heinrich Harrer              |
| Sob o Céu da Bahia             | Ernesto Remani                           | Brasilien              |                                                 |
| Talpa                          | Alfredo B. Crevenna                      | Mexiko                 |                                                 |
| Tochka parva                   | Bojan Danowski                           | Bulgarien              |                                                 |
| Toubib el affia                | Henry Jacques                            | Marokko                |                                                 |
| El Último perro                | Lucas Demare                             | Argentinien            |                                                 |
| Umfange mich, Nacht            | J. Lee Thompson                          | Großbritannien         | Diana Dors, Yvonne Mitchell                     |
| Und morgen werd’ ich weinen    | Daniel Mann                              | USA                    | Susan Hayward, Richard Conte, Jo Van Fleet      |
| Die Verliebten                 | Mauro Bolognini                          | Italien, Frankreich    | Nino Manfredi                                   |
| Walk into Paradise             | Lee Robinson                             | Australien, Frankreich |                                                 |
| Der Weg ins Leben              | Aleksei Maslyukov, Mechislava Mayevskaya | Sowjetunion            |                                                 |

* = Goldene Palme

## Internationale Jury
Jurypräsident war in diesem Jahr der Regisseur Maurice Lehmann. Er stand folgender Jury vor: Arletty (Schauspielerin), Domenico Meccoli (Journalist), Henri Jeanson (Schriftsteller), Jacques-Pierre Frogerais (Filmproduzent), James Quinn (Filmproduzent), Louise de Vilmorin (Schriftstellerin), Maria Romero (Journalistin), Otto Preminger (Regisseur), Roger Regent (Journalist) und Sergei Wassiljew (Regisseur).

## Preisträger
- Goldene Palme: Die schweigende Welt
- Sonderpreis der Jury: Picasso
- Bester Regisseur: Sergei Jutkewitsch
- Beste Schauspielerin: Susan Hayward
- Sonderpreis („Poetischer Humor“): Ingmar Bergman
- Sonderpreis („Menschliches Dokument“): Satyajit Ray